# بنتاسين
بنتاسين هو هيدروكربون عطري متعدد الحلقات يتألف من خمس حلقات بنزين مندمجة مع بعضها بشكل خطّي (أسين) وبأسلوب مترافق. ينتمي المركب بنيوياً إلى مجموعة الأسينات؛ ويعد من أشباه الموصلات العضوية، ويكون على شكل صلب أزرق/أسود اللون له بريق قرمزي.
تمكن باحثون من شركة آي بي إم في سنة 2009 من نشر نتائج تجارب مخبرية تتضمن صور لجزيء منفرد من البنتاسين حصل عليها باستخدام مجهر القوة الذرية؛ حيث صور الباحثون ذرات كربون قطر الواحدة منها 0.14 نانومتر، واستنبطوا مواقع ذرات الهيدروجين في الجزيء من الصورة المأخوذة له. وفي سنة 2011، تم استخدام تقنية معدلة من مجهر المسح النفقي لتحديد شكل أعلى مدار جزيئي مشغول/أدنى مدار جزيئي غير مشغول تجريبياً.

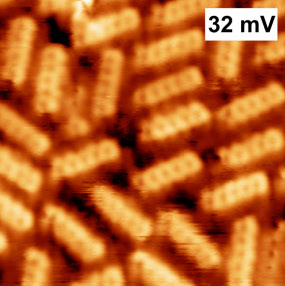
صورة من مجهر مسح نفقي لجزيئات من البنتاسين على النيكل.

## التحضير
يحضر البنتاسين نموذجياً من تفاعل إيلبس Elbs reaction. كما يمكن أن تتم عملية التحضير في المختبر من بنتاسين-13,6-ديون أو بنتاسين-14,5-ديون، ثم بإجراء عملية اختزال أو بثق لجزيء أحادي أكسيد الكربون عند درجات حرارة حوالي 150 °س. يحصل على بنتاسين-13,6-ديون بعدة طرق، منها إجراء تفاعل تكاثف بين جزيئي ثنائي ألدهيد مع هيدروكينون.
هناك عدة استرتيجيات لتحضير مركب البنتاسين ومشتقاته.

## الخواص
يوجد البنتاسين على شكل بلورت زرقاء داكنة مسودة، تتبع في بنيتها البلورية النظام البلوري الثلاثي.
يولّد أكسيتونات عند التعرّض للأشعة فوق البنفسجية (UV) أو الضوء المرئي، مما يجعله حساساً جداً للأكسدة. لهذا السبب فإنه يتفكك عند التعرض للهواء أو الضوء.

إحدى طرق تحضير البنتاسين

## الاستخدامات
هناك العديد من التطبيقات لمركب البنتاسين ومشتقاته في مجال التقنية الإلكترونية.
يستخدم البنتاسين كشبه موصل في الإلكترونيات العضوية؛ وذلك غالباً على هيئة ترانزستور ذو مفعول حقلي عضوي (OFET).
وجد في سنة 2012 أن مركب بارا-تيرفينيل المطعّم بالبنتاسين فعّال كوسط مضخم للميزر عند درجة حرارة الغرفة.